# Pianiga
Pianiga és un municipi italià, dins de la ciutat metropolitana de Venècia. L'any 2007 tenia 11.314 habitants. Limita amb els municipis de Dolo, Fiesso d'Artico, Mira, Mirano, Santa Maria di Sala, Vigonza (PD) i Villanova di Camposampiero (PD)

## Administració
| Període | Identitat         | Partit         |
| ------- | ----------------- | -------------- |
| 2007-   | Massimo Calzavara | Centreesquerra |